# Chenin blanc
 Chenin blanc  é uma uva branca da família da Vitis vinifera, originária da região do Vale do Loire, França.